# Жихаревы
Жихаревы — мелкопоместный русский дворянский род.
Род внесён во 2-ю и 3-ю части родословных книг Воронежской, Тамбовской и Харьковской губерний и в 6-ю часть дворянской родословной книги Калужской губернии.

## Происхождение и история рода
Дворянский род Жихаревых берет своё начало из рода Белеутовых, ведущий своё начало от Редеги. В родословной книге из собрания князя М. А. Оболенского записано: Глава 27. Род Белеутовых. А от них пошли Олехновы, Клушины, Рябчиковы, Жихаревы. Родоначальник рода Жихаревых — Иван  по прозванию Жихорь.
В 1573 году опричником Ивана Грозного числился Пётр Жихарев.
Инозем Жихарев дьяк в Пскове (1577). Сын его, Ждан Иноземцович, дворянин посольства на съезде со шведскими послами на р. Плюсе (1585). Андрей Жихарев находился дворянином посольства, отправленного (1594) к императору Рудольфу II. Митрофан Семёнович воевода в Шуе (1675-1676). Трое Жихаревых владели поместьями в 1699 году.

## Известные представители
- Жихарев Григорий Митрофанович — стряпчий (1692).
- Жихарев Григорий Яковлевич — дьяк (1692)[6].
- Степан Данилович Жихарев (1734—?) генерал-майор, правитель Вятского наместничества (1780).
- Степан Петрович (1787—1860) — известный мемуарист.
- Сергей Степанович (1820—1899) — сенатор.
- Михаил Иванович Жихарев, Борисоглебский помещик, автор двух статей о П. Я. Чаадаеве (которому приходился близким родственником) в «Вестнике Европы» (1871).
- Актёр Сергей Юрский — сын дворянина Жихарева, принявшего в 1930-е годы сценический псевдоним «Юрский»[7].